# Drugo ime ljubavi (televizijska serija)
Drugo ime ljubavi hrvatska je telenovela nastala prema ideji scenaristice Dee Matas. Serija je s emitiranjem krenula 8. rujna 2019. godine na Novoj TV, a emitirala se od ponedjeljka do petka u 20:20h. Snimanje serije završilo je prije od očekivanoga, 20. ožujka 2020. godine, zbog novonastale situacije pandemije koronavirusa.
Posljednja epizoda serije emitirana je 27. svibnja 2020. godine.

## Sinopsis
Fatalna i nemoguća ljubav spaja, zamalo uništi i naposljetku spasi dvoje ljudi iz potpuno različitih svjetova. Lola je mlada žena koja očajnički traži svog izgubljenog sina i bježi od teške prošlosti u kojoj je posesivno pokušava zadržati Igor - otac njezina djeteta. Nakon 10 godina konačno nalazi pouzdan trag o sinu, ali automobilska nesreća u kojoj pogine jedna žena sprječava ju da svog sina traži pod svojim imenom, već uzima njeno - Ana Tomić. Opasan plan dodatno će zakomplicirati sudbinska ljubav prema Saši, naizgled savršenom muškarcu. Za Lolom, kao sjene iz prošlosti dolaze opasni Igor i majka Nada, koja je Lolinog sina nakon poroda i ukrala, ali i tragovi žene čiji je identitet uzela. Kada Lola shvati da je njezin sin povezan sa Sašinom obitelji i da mu je bliže nego ikada, sreća, koja joj je nadomak ruke, u trenutku može postati i njen najveći gubitak - ako se otkrije tko je ona zapravo.

## Zanimljivosti
- naslovnu pjesmu “Drugo ime ljubavi” i pjesmu “Sve što imam” izvodi grupa Vigor.

- prva televizijska uloga za Elizabetu Brodić i Konstantina Haaga.

- druga glavna uloga za Momčila Otaševića u hrvatskoj telenoveli, nakon serije "Kud puklo da puklo".

- glumačka postava trebala je snimiti 200 epizoda, no zbog novonastale situacije pandemije koronavirusa snimanje je završeno tri tjedna ranije od predviđenog, zbog čega su posljednje epizode scenaristički prilagođene kako bi se snimanje serije ranije završilo. Na kraju je serija imala 175 epizoda.

- serija je već u prvim epizodama oduševila publiku u Srbiji gdje ju je u prosjeku pratilo čak 2 500 000 ljudi.

- 2025. godine, serija je počela s emitiranjem u  Francuskoj i na francuskom teritoriju Reunion, pod nazivom Mon fils, ma bataille, u prijevodu "Moj sin, moja borba", gdje je u potpunosti sinkronizirana na francuski jezik.

- Prva hrvatska telenovela ikad prikazana u Francuskoj, na francuskom jeziku.

## Glumačka postava

### Glavna glumačka postava
| Glumac/ica             | Lik                                |
| ---------------------- | ---------------------------------- |
| Elizabeta Brodić       | Dolores 'Lola' Krpan (djev. Prpić) |
| Momčilo Otašević       | Saša Krpan                         |
| Slavko Sobin           | Igor Šarić                         |
| Vladimir Posavec Tušek | Karlo Krpan                        |
| Vlasta Ramljak         | Julija Krpan †                     |
| Ecija Ojdanić          | Nada Prpić                         |
| Linda Begonja          | Marija Krpan (djev. Babonić) †     |
| Marko Todorović        | Luka Krpan                         |
| Katarina Baban         | Tamara Krpan (djev. Ramljak)       |
| Martina Stjepanović    | Jelena Bošnjak (djev. Ramljak)     |
| Mislav Čavajda         | Ivan Batinić †                     |
| Olga Pakalović         | Karmela Batinić                    |
| Arija Rizvić           | Maja Krpan                         |
| Konstantin Haag        | Goran Šarić                        |
| Filip Špoljar          | Roko Ramljak                       |
| Borna Fadljević        | Petar Batinić/Mak Šarić            |
| Barbara Rocco          | Ksenija Kolar                      |
| Maja Jurić             | Valentina Kolar                    |
| Stjepan Perić          | Bruno Bošnjak                      |
| Dragan Veselić         | Miro Milas                         |
| Jagoda Kumrić          | Irena Novosel                      |
| Marko Petrić           | Filip Svetić                       |
| Franka Klarić          | Ana Tomić                          |
| Mladen Vulić           | Božidar Novosel                    |

### Gostujuće uloge
| Glumac/ica          | Lik                             |
| ------------------- | ------------------------------- |
| Slavko Juraga       | Marko Ramljak †                 |
| Petar Puškarić      | dr. Matija Rajić                |
| Ivona Kundert       | Josipa Novak                    |
| Gianna Kontroman    | Mirjana Šikić                   |
| Zvonimir Novosel    | Borut                           |
| Ivica Pucar         | Milan                           |
| Katarina Šestić     | Marija Krpan u mladim danima †  |
| Edina Pršić         | Marina                          |
| Dijana Vidušin      | Zrinka                          |
| Rade Radolović      | policajac Šiško                 |
| Matko Knešaurek     | Ante                            |
| Roni Lepej          | Branko                          |
| Nikola Kerkez       | Crni                            |
| Vito Ljubičić       | Saša Krpan kao dječak           |
| Alen Liverić        | Šole †                          |
| Andrej Dojkić       | Darko Milas †                   |
| Mirta Zečević       | Đurđa                           |
| Dado Ćosić          | Robi                            |
| Edin Avdagić Koja   | Miro Milas u mladim danima      |
| Milutin Milošević   | Karlo Krpan u mladim danima     |
| Slaven Knezović     | Lolin najmodavac                |
| Tena Jeić Gajski    | Silvija Krpan †                 |
| Amanda Prenkaj      | Vera Žilić                      |
| Nađa Josimović      | Zore                            |
| Goran Grgić         | inspektor                       |
| Jelena Mesar        | medicinska sestra               |
| Igor Pečenjev       | policajac Vinko                 |
| Luka Cerjan         | policajac Kruno                 |
| Enes Vejzović       | Andrija                         |
| Saša Buneta         | Igorov otac †                   |
| Lovro Juraga        | Igor Šarić kao dječak           |
| Anita Schmidt       | matičarka                       |
| Alen Šalinović      | privatni detektiv               |
| Matilda Sorić       | Lolina najmodavka               |
| Tihomir Košić       | redatelj                        |
| Zijad Gračić        | Dr. Kovač                       |
| Gianna Kotroman     | Mirjana Šikić                   |
| Sara Duvnjak        | Ksenija Kolar u mladim danima   |
| Iva Jerković        | Nada Prpić u mladim danima      |
| Marko Kasalo        | Božidar Novosel u mladim danima |
| Šiško Horvat Majcan | policajac                       |
| Ljiljana Bogojević  | medicinska sestra               |
| Vedran Komerički    | Vidaković                       |
| Nancy Abdel Sakhi   | Anina prijateljica/med. sestra  |
| Kristijan Ugrina    | vlasnik motela                  |
| Igor Plavšić        | gost na vjenčanju               |

## Međunarodna emitiranja
| Zemlja              | TV mreža        | Premijera serije   | Kraj serije         |
| ------------------- | --------------- | ------------------ | ------------------- |
| Hrvatska            | Nova TV         | 8. rujna 2019.     | 27. svibnja 2020.   |
| Bosna i Hercegovina | Nova BH         | 1. siječnja 2020.  | 29. listopada 2021. |
| Srbija              | Prva            | 15. lipnja 2020.   | 13. rujna 2020.     |
| Crna Gora           | Prva CG         | 15. lipnja 2020.   | 13. rujna 2020.     |
| Sjeverna Makedonija | Sitel           | 4. ožujka 2020.    | 31. srpnja 2021.    |
| Hrvatska            | Nova World      | 26. travnja 2022.  | 26. prosinca 2022.  |
| Slovenija           | Astra TV        | 7. listopada 2024. | 4. siječnja 2025.   |
| Réunion             | Antenne Réunion | 27. svibnja 2025.  | u emitiranju        |
| France              | Passion novelas | 17. lipnja 2025.   | u emitiranju        |

## Vanjske poveznice
- Službena stranica Nova TV
- Popis autora i suradnika serije 'Drugo ime ljubavi' Nova TV
- Drugo ime ljubavi u internetskoj bazi filmova IMDb-a